# Millie Bobby Brown

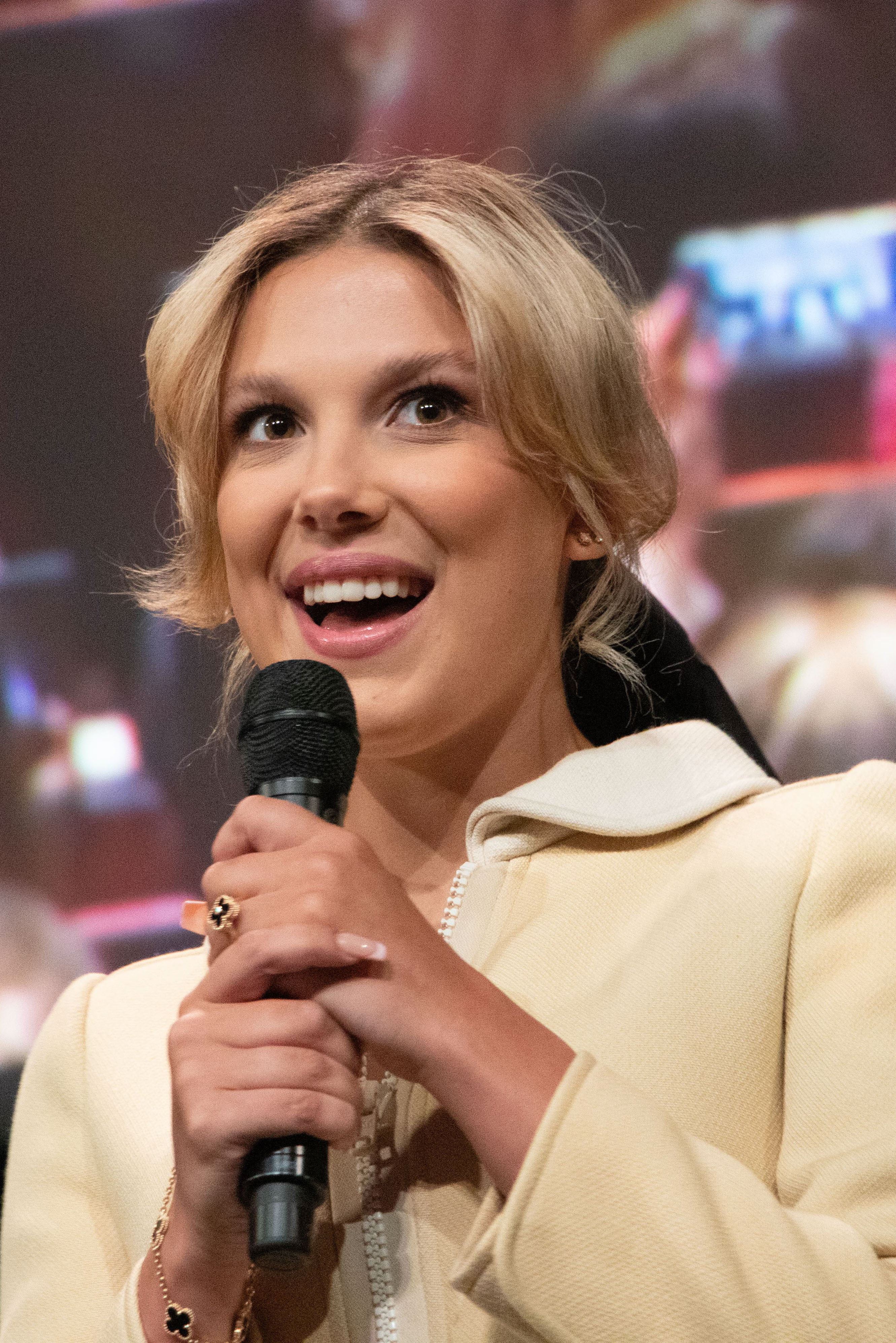
Millie Bobby Brown, 2022

Millie Bonnie Brown Bongiovi (geborene Brown; * 19. Februar 2004 in Marbella, Spanien), bekannt als Millie Bobby Brown, ist eine britische Schauspielerin, die auch als Model arbeitet. Sie wurde durch die Rolle der Eleven in der Netflix-Science-Fiction-Serie Stranger Things bekannt. Für ihre darstellerische Leistung wurde sie zweimal für einen Emmy als beste Nebendarstellerin nominiert. Von der Zeitschrift Time wurde sie im Jahr 2017 in der Liste der „30 einflussreichsten Teenager“ und 2018 in der Liste der „100 einflussreichsten Personen der Welt“ genannt.

## Leben
Millie Brown wurde im Februar 2004 im andalusischen Marbella als Tochter des britischen Maklers Robert Brown und dessen Ehefrau Kelly als drittes von vier Kindern geboren. Als Brown vier Jahre alt war, zog die Familie mit ihr zurück nach Großbritannien. Dort besuchte sie die Grundschule in Bournemouth. Im Jahr 2011 siedelte die Familie arbeitsbedingt in die Vereinigten Staaten nach Orlando in Florida über.
Dort nahm Brown an Schauspiel-Workshops für Kinder teil und zog die Aufmerksamkeit eines Casting-Agenten auf sich. Später zog die Familie nach Los Angeles, um ihr Engagements zu ermöglichen. 2013 gab sie ihr Fernsehdebüt in zwei Episoden der Fantasyserie Once Upon a Time in Wonderland als junge Alice. Ein Jahr später war sie in ihrer ersten Hauptrolle als Madison O’Donnell in der von BBC America produzierten Serie Intruders – Die Eindringlinge zu sehen. Zudem übernahm sie Gastauftritte in den Serien Navy CIS, Modern Family sowie Grey’s Anatomy. Da es ihr nicht gelang, größere und längerfristige Hauptrollen in Filmen und Fernsehserien, wie beispielsweise für Game of Thrones, zu erhalten, und die Familie aufgrund der Umzüge in finanzielle Schwierigkeiten geraten war, musste sie im Sommer 2015 nach Großbritannien zurückkehren.
Während Brown einige Zeit lang wieder in England bei einer Tante lebte, erhielt sie eine Einladung zu einem Vorsprechen für die 2016 veröffentlichte Netflix-Serie Stranger Things, in der sie für die Rolle der Elfi engagiert wurde. Im November 2016 veröffentlichte das DJ-Duo Sigma zusammen mit der britischen Sängerin Birdy ein Musikvideo zu ihrer Single Find Me mit Brown in der Hauptrolle. Im Dezember 2016 moderierte Brown im Hauptquartier der Vereinten Nationen in New York City die Jubiläumsgala zum 70-jährigen Bestehen der UNICEF.
Brown modelt für Calvin Klein und wurde bei IMG Models unter Vertrag genommen. In der zweiten Staffel von Stranger Things, die im Oktober 2017 auf Netflix veröffentlicht wurde, spielt sie erneut die Rolle der Eleven. In der aus drei Teilen bestehenden VR-Serie Spheres, die bei den Internationalen Filmfestspielen von Venedig im September 2018 erstmals vollständig gezeigt worden war, ist Brown als Erzählerin der ersten Episode Chorus of the Cosmos zu hören. Mit dem Science-Fiction-Film Godzilla II: King of the Monsters gab sie als Madison Russell ihr Spielfilmdebüt.
Brown wurde zudem für die Verfilmung der Romanreihe Enola Holmes, die von der US-amerikanischen Autorin Nancy Springer verfasst wurde, für die Hauptrolle sowie als Produzentin in Zusammenarbeit mit Legendary Entertainment engagiert. Weiterhin ist sie erneut als Madison Russell für Godzilla vs. Kong besetzt worden. Im November 2018 wurde sie in New York City im Rahmen des Weltkindertages zur bislang jüngsten UNICEF-Sonderbotschafterin ernannt. Sie unterstützte die Organisation bereits seit 2016.
Brown veröffentlichte im Jahr 2023 den Roman Nineteen Steps, den sie gemeinsam mit einer Ghostwriterin entwickelte. Es gab breite Kritik sowohl hinsichtlich dieser Konstellation als auch im Bezug auf die Qualität des Buches. Trotzdem konnte es zu einem New York Times und Sunday Times Bestseller avancieren und soll auch als Film für den Streaminganbieter Netflix verfilmt werden.
Brown ist die jüngste der jemals in die Time-100-Liste aufgenommenen Personen.
Im Jahr 2024 heiratete Brown den zwei Jahre älteren Sohn des Musikers Jon Bon Jovi, Jake Bongiovi, mit dem sie ab 2021 liiert war. Die Trauung wurde von ihrem Serien-Kollegen Matthew Modine vollzogen.

## Filmografie (Auswahl)

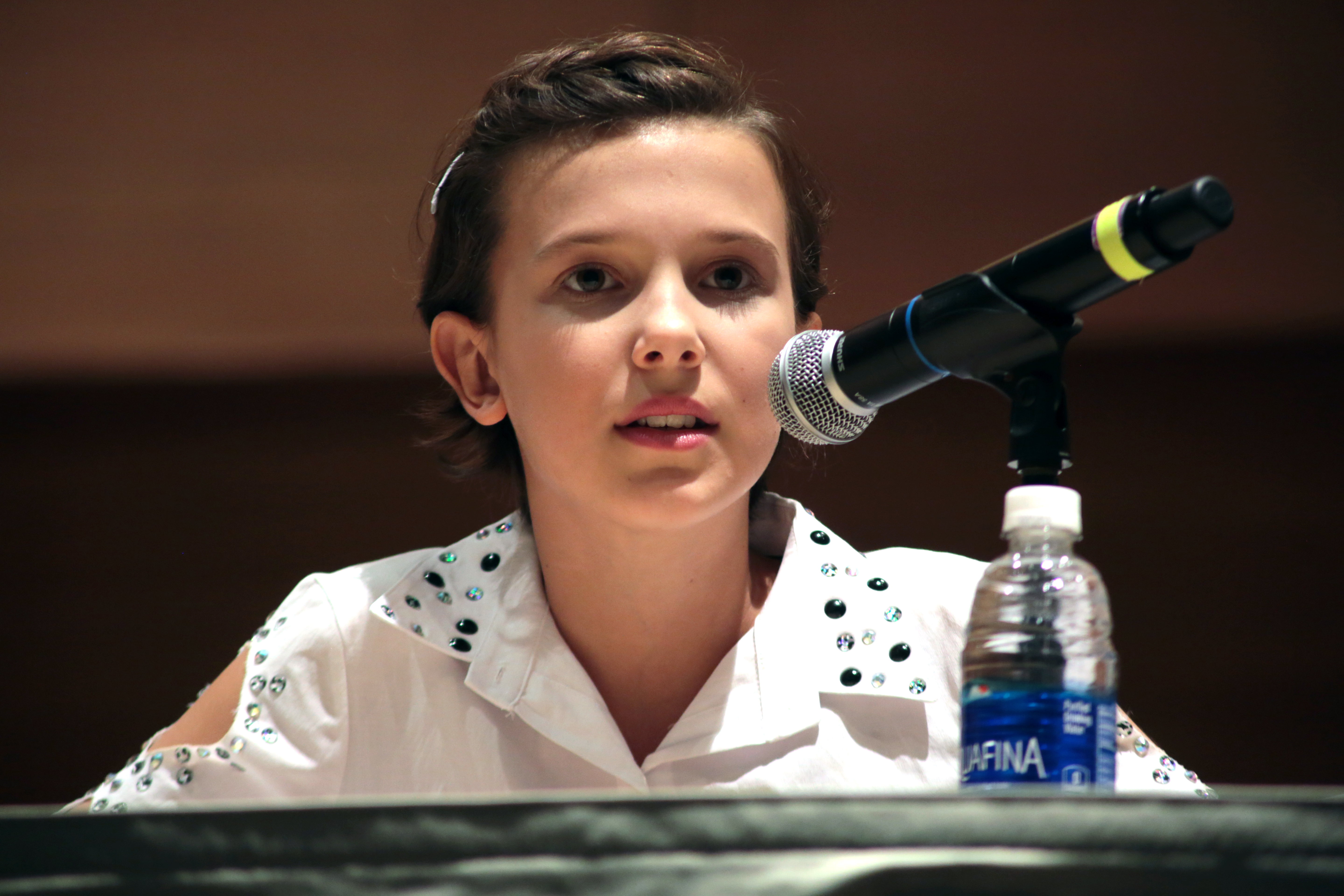
Millie Bobby Brown, 2016

### Serien
- 2013: Once Upon a Time in Wonderland (2 Episoden)
- 2014: Intruders – Die Eindringlinge (Intruders, 8 Episoden)
- 2014: Navy CIS (NCIS, Episode 12x06)
- 2015: Modern Family (Episode 6x17)
- 2015: Grey’s Anatomy (Episode 11x15)
- seit 2016: Stranger Things
- 2017: Beyond Stranger Things

### Filme
- 2019: Godzilla II: King of the Monsters
- 2020: Enola Holmes (auch Produktion)
- 2021: Godzilla vs. Kong
- 2022: Enola Holmes 2 (auch Produktion)
- 2024: Damsel
- 2025: The Electric State

### Musikvideos
- 2016: Find Me (Sigma feat. Birdy)
- 2017: I Dare You (The xx)
- 2018: Girls Like You (Maroon 5)
- 2018: In My Feelings (Drake)
- 2018: Girls Like You (Volume 2) (Maroon 5)

## Auszeichnungen (Auswahl)
| Tabellarische Liste der Nominierungen und Auszeichnungen | Tabellarische Liste der Nominierungen und Auszeichnungen | Tabellarische Liste der Nominierungen und Auszeichnungen | Tabellarische Liste der Nominierungen und Auszeichnungen | Tabellarische Liste der Nominierungen und Auszeichnungen | Tabellarische Liste der Nominierungen und Auszeichnungen |
| Jahr                                                     | Award                                                    | Kategorie | Werk                                                     | Ergebnis                                                 | Ref.                                                     |
| -------------------------------------------------------- | -------------------------------------------------------- | --- | -------------------------------------------------------- | -------------------------------------------------------- | -------------------------------------------------------- |
| 2017                                                     | People’s Choice Award                                    | Favorite Sci-Fi/Fantasy TV Actress | Stranger Things                                          | Nominiert                                                | [ 32 ]                                                   |
| 2017                                                     | Screen Actors Guild Awards                               | Beste Darstellerin in einer Dramaserie | Stranger Things                                          | Nominiert                                                | [ 33 ]                                                   |
| 2017                                                     | Screen Actors Guild Awards                               | Bestes Schauspielensemble in einer Dramaserie (gemeinsam mit Cara Buono, Joe Chrest, Natalia Dyer, David Harbour, Charlie Heaton, Joe Keery, Gaten Matarazzo, Caleb McLaughlin, Matthew Modine, Rob Morgan, John Reynolds, Winona Ryder, Noah Schnapp, Mark Steger & Finn Wolfhard)                  | Stranger Things                                          | Gewonnen                                                 | [ 33 ]                                                   |
| 2017                                                     | Young Artist Awards                                      | Best Performance in a Digital TV Series or Film – Young Actress | Stranger Things                                          | Nominiert                                                | [ 34 ]                                                   |
| 2017                                                     | MTV Movie & TV Awards                                    | Bester Schauspieler in einer Show | Stranger Things                                          | Gewonnen                                                 | [ 35 ]                                                   |
| 2017                                                     | MTV Movie & TV Awards                                    | Bester Held | Stranger Things                                          | Nominiert                                                | [ 35 ]                                                   |
| 2017                                                     | Fangoria Chainsaw Awards                                 | Best TV Actress | Stranger Things                                          | Gewonnen                                                 | [ 36 ]                                                   |
| 2017                                                     | Saturn Awards                                            | Bester TV-Nachwuchsschauspieler | Stranger Things                                          | Gewonnen                                                 | [ 37 ]                                                   |
| 2017                                                     | Teen Choice Awards                                       | Choice Breakout TV Star | Stranger Things                                          | Nominiert                                                | [ 38 ]                                                   |
| 2017                                                     | 69. Primetime Emmy Awards                                | Beste Nebendarstellerin – Dramaserie | Stranger Things                                          | Nominiert                                                | [ 39 ]                                                   |
| 2017                                                     | NME Awards                                               | Hero of the Year | —                                                        | Nominiert                                                | [ 40 ]                                                   |
| 2018                                                     | Screen Actors Guild Awards                               | Beste Darstellerin in einer Dramaserie | Stranger Things                                          | Nominiert                                                | [ 41 ]                                                   |
| 2018                                                     | Screen Actors Guild Awards                               | Bestes Schauspielensemble in einer Dramaserie (gemeinsam mit Sean Astin, Cara Buono, Joe Chrest, Catherine Curtin, Natalia Dyer, David Harbour, Charlie Heaton, Joe Keery, Gaten Matarazzo, Caleb McLaughlin, Dacre Montgomery, Paul Reiser, Winona Ryder, Noah Schnapp, Sadie Sink & Finn Wolfhard) | Stranger Things                                          | Nominiert                                                | [ 41 ]                                                   |
| 2018                                                     | Empire Award                                             | Beste Schauspielerin in einer Fernsehserie | Stranger Things                                          | Nominiert                                                | [ 42 ]                                                   |
| 2018                                                     | Kids’ Choice Awards                                      | Lieblings-Fernsehschauspielerin | Stranger Things                                          | Gewonnen                                                 | [ 43 ]                                                   |
| 2018                                                     | Saturn Awards                                            | Bester TV-Nachwuchsschauspieler | Stranger Things                                          | Nominiert                                                | [ 44 ]                                                   |
| 2018                                                     | MTV Movie & TV Awards                                    | Beste Performance in einer Show | Stranger Things                                          | Gewonnen                                                 | [ 45 ]                                                   |
| 2018                                                     | Teen Choice Awards                                       | Choice Sci-Fi/Fantasy TV Actress | Stranger Things                                          | Gewonnen                                                 | [ 46 ]                                                   |
| 2018                                                     | 70. Primetime Emmy Awards                                | Beste Nebendarstellerin in einer Dramaserie | Stranger Things                                          | Nominiert                                                | [ 47 ]                                                   |
| 2019                                                     | Kids’ Choice Awards                                      | Lieblings-Fernsehschauspielerin | Stranger Things                                          | Nominiert                                                | [ 48 ]                                                   |
| 2019                                                     | Teen Choice Awards                                       | Choice Summer TV Actress | Stranger Things                                          | Gewonnen                                                 | [ 49 ]                                                   |
| 2019                                                     | Saturn Awards                                            | Bester Nachwuchsschauspieler | Godzilla II: King of the Monsters                        | Nominiert                                                | [ 50 ]                                                   |